# Vriesea pereirae
Vriesea pereirae là một loài thuộc chi Vriesea. Đây là loài đặc hữu của Brasil.